# 마치다 다몬
마치다 다몬(일본어: 町田 多聞, 1982년 2월 14일 ~ )는 일본의 전 축구 선수이다.

## 구단 경력
과거 로아소 구마모토에서 활동하였다.